# Leptostylis menziesi
Leptostylis menziesi är en kräftdjursart som beskrevs av Bacescu-Mester 1967. Leptostylis menziesi ingår i släktet Leptostylis och familjen Diastylidae.
Artens utbredningsområde är Panama. Inga underarter finns listade i Catalogue of Life.